# 谭宾凉
谭宾凉（1989年11月4日—），中国足球运动员，司职中场。

## 职业生涯
谭宾凉在2002年进入深圳平安梯队。
谭宾凉在2006年代表深圳队获得第十二届广东省运动会足球比赛季军，被选入广东日之泉征战2007年中国足球乙级联赛，他在2008赛季帮助球队以联赛亚军的成绩升上中国足球甲级联赛联赛。
2009年，谭宾凉入选以广东日之泉为班底的广东全运队，参加在山东举行的第十一屆全運會。他在决赛广东对阵上海的比赛中上半场15分钟即被主裁判万大雪红牌罚下，处于人数劣势的广东队最终0比3不敌对手屈居亚军。
2011年5月25日，谭宾凉在广东日之泉客场挑战延边长白虎的2011年中国足协杯第三轮比赛中头球破门，射进职业生涯的首个进球，帮助球队在90分钟1比1战平对手。但是在点球决胜中，他在第四轮出场射失点球，最终广东日之泉被对手淘汰出局。同年9月24日，他在广东日之泉主场迎战沈阳东进的冲超关键一战中射进个人的首个联赛比赛进球，但最终球队2比3不敌对手，失去升级的主动权。
2012赛季结束后，和广东日之泉合同到期的谭宾凉并没有选择续约，而是前往瑞典足球甲级联赛加盟南延雪平，谭宾凉在球队季前所有比赛全部得以出场，大有鎖定主力的機會，但是在训练中意外受伤。
2013年7月，谭宾凉受伤后回到国内进行系统治疗，在年初曾試訓的深圳红钻跟队治疗和训练，此前便得到球队主教练特鲁西埃垂青的他最终成功回歸深圳红钻。谭宾凉也是深圳红钻在联赛二次转会中引进的唯一21歲以上球员。